# Orsotriaena mandata
Orsotriaena mandata är en fjärilsart som beskrevs av Moore 1857. Orsotriaena mandata ingår i släktet Orsotriaena och familjen praktfjärilar. Inga underarter finns listade i Catalogue of Life.